# Alfonso Luna
Alfonso Luna Islas (ur. 23 stycznia 1990 w Metepec) – meksykański piłkarz występujący na pozycji środkowego lub prawego obrońcy.

## Kariera klubowa
Luna jest wychowankiem klubu Pumas UNAM z siedzibą w stołecznym mieście Meksyk. Do treningów seniorskiej drużyny został włączony w wieku osiemnastu lat przez brazylijskiego szkoleniowca Ricardo Ferrettiego, jednak przez cały swój pobyt w klubie występował wyłącznie w drugoligowych rezerwach – Pumas Morelos. Debiutancki i jedyny mecz w pierwszym zespole rozegrał 10 marca 2010 z honduraskim Marahtónem, przegrany 0:2, w Lidze Mistrzów CONCACAF. Latem 2011 został zawodnikiem Atlante FC, w barwach którego zadebiutował w meksykańskiej Primera División – 24 lipca 2011 w przegranej 0:2 konfrontacji z Guadalajarą.
| Sezon     | Klub       | Kraj   | Rozgrywki        | Mecze | Bramki |
| --------- | ---------- | ------ | ---------------- | ----- | ------ |
| 2008/2009 | Pumas UNAM | Meksyk | Primera División | 0     | 0      |
| 2009/2010 | Pumas UNAM | Meksyk | Primera División | 0     | 0      |
| 2010/2011 | Pumas UNAM | Meksyk | Primera División | 0     | 0      |
| 2011/2012 | Atlante FC | Meksyk | Primera División | 16    | 0      |
| 2012/2013 | Atlante FC | Meksyk | Primera División |       |        |